# 崔家河墓群
崔家河墓群，位于山西省运城市夏县埝掌镇崔家河村外东北侧200米，埝掌河与青龙河夹峡的丘陵之上，面积12.5万平方米，是一处东周时期古墓葬，已列为全国重点文物保护单位。
2006年5月25日，崔家河墓群公布为第六批全国重点文物保护单位，古墓葬类，年代周，编号6-230。